# Conjunto de información
En teoría de juegos, un conjunto de información es un conjunto que, para cada jugador, establece todos los movimientos posibles que podrían haber tenido lugar en el juego hasta el momento, dado lo que el jugador ha observado. Si el juego es de información perfecta, cada conjunto de información contiene un solo miembro, el punto que se ha alcanzado en ese momento del juego. En otras circunstancias, es el caso en el que algunos jugadores no pueden saber exactamente que ha ocurrido en el juego y cuál es su situación.
Más específicamente en un árbol de juego, un conjunto de información es el conjunto de nodos de decisión tales que:
1. Cada nodo en el conjunto pertenece a un jugador.
2. Cuando un jugador alcanza el conjunto de información, el jugador que mueve no puede diferenciar entre nodos del conjunto de información, por ejemplo si el conjunto de información contiene más de un nodo, el jugador al que pertenece el conjunto no sabe qué nodo del conjunto ha alcanzado.

La noción de conjunto de información fue presentado por John von Neumann motivados por estudiar el juego de Poker .

## Ejemplo
A la derecha hay dos versiones del juego batalla de los sexos, que se muestra en forma extensiva .
El primer juego es simplemente secuencial cuando el jugador 2 tiene la oportunidad de moverse, él o ella es consciente de que el jugador 1 ha escogido O (ópera) o F (football).
El segundo juego también es secuencial, pero la línea de puntos muestra un conjunto de información del segundo jugador. Esta es la manera común de mostrar que cuando el jugador 2 se mueve, él o ella no es consciente de lo que hizo el jugador 1. 